# Гімнастика на Всесвітніх іграх
Гімнастика була частиною всіх Всесвітніх ігор, починаючи з 1981 року. До програми ігор входять художня гімнастика, стрибки на батуті, акробатика та аеробіка. Серед гімнастичних дисциплін спортивна гімнастика ніколи не була представлена на Всесвітніх іграх, оскільки всі її види входять до програми Олімпійських ігор.

## Художня гімнастика
Жінки
Вправа зі скакалкою
| Ігри          | Золото                | Срібло                | Бронза                |
| ------------- | --------------------- | --------------------- | --------------------- |
| 2001 Акіта    | Ірина Чащина (RUS)    | Ляйсан Утяшева (RUS)  | Олена Ткаченко (BLR)  |
| 2005 Дуйсбург | Ганна Безсонова (UKR) | Віра Сесіна (RUS)     | Наталія Годунко (UKR) |
| 2009 Гаосюн   | Євгенія Канаєва (RUS) | Ганна Безсонова (UKR) | Ольга Капранова (RUS) |

Вправа з обручем
| Дисципліна     | Золото                  | Срібло                 | Бронза                      |
| -------------- | ----------------------- | ---------------------- | --------------------------- |
| 2001 Акіта     | Ірина Чащина (RUS)      | Ляйсан Утяшева (RUS)   | Олена Ткаченко (BLR)        |
| 2009 Гаосюн    | Євгенія Канаєва (RUS)   | Ольга Капранова (RUS)  | Сільвія Мітева (BUL)        |
| 2013 Калі      | Ганна Різатдінова (UKR) | Мелітіна Станюта (BLR) | Єлизавета Назаренкова (RUS) |
| 2017 Вроцлав   | Аріна Аверіна (RUS)     | Діна Аверіна (RUS)     | Ліной Ашрам (ISR)           |
| 2022 Бірмінгем | Боряна Калейн (BUL)     | Софія Раффаелі (ITA)   | Фанні Пігніцькі (HUN)       |

Вправа з м'ячем
| Ігри           | Золото                 | Срібло                  | Бронза                 |
| -------------- | ---------------------- | ----------------------- | ---------------------- |
| 2001 Акіта     | Ірина Чащина (RUS)     | Ляйсан Утяшева (RUS)    | Олена Ткаченко (BLR)   |
| 2005 Дуйсбург  | Ольга Капранова (RUS)  | Ганна Безсонова (UKR)   | Віра Сесіна (RUS)      |
| 2009 Гаосюн    | Євгенія Канаєва (RUS)  | Ганна Безсонова (UKR)   | Мелітіна Станюта (BLR) |
| 2013 Калі      | Мелітіна Станюта (BLR) | Ганна Різатдінова (UKR) | Аліна Максименко (UKR) |
| 2017 Вроцлав   | Аріна Аверіна (RUS)    | Діна Аверіна (RUS)      | Катерина Галкіна (BLR) |
| 2022 Бірмінгем | Дар'я Атаманов (ISR)   | Софія Раффаелі (ITA)    | Фанні Пігніцькі (HUN)  |

Вправа з булавами
| Ігри           | Золото                 | Срібло                  | Бронза                   |
| -------------- | ---------------------- | ----------------------- | ------------------------ |
| 2001 Акіта     | Ірина Чащина (RUS)     | Ляйсан Утяшева (RUS)    | Олена Ткаченко (BLR)     |
| 2005 Дуйсбург  | Ольга Капранова (RUS)  | Алія Юсупова (KAZ)      | Наталія Годунко (UKR)    |
| 2013 Калі      | Мелітіна Станюта (BLR) | Ганна Різатдінова (UKR) | Аліна Максименко (UKR)   |
| 2017 Вроцлав   | Діна Аверіна (RUS)     | Ліной Ашрам (ISR)       | Аріна Аверіна (RUS)      |
| 2022 Бірмінгем | Софія Раффаелі (ITA)   | Дар'я Атаманов (ISR)    | Катерина Веденеєва (SLO) |

Вправа зі стрічкою
| Ігри           | Золото                | Срібло                | Бронза                    |
| -------------- | --------------------- | --------------------- | ------------------------- |
| 2005 Дуйсбург  | Віра Сесіна (RUS)     | Наталія Годунко (UKR) | Ганна Безсонова (UKR)     |
| 2009 Гаосюн    | Євгенія Канаєва (RUS) | Ганна Безсонова (UKR) | Алія Гараєва (AZE)        |
| 2013 Калі      | скасовано             |                       |                           |
| 2017 Вроцлав   | Аріна Аверіна (RUS)   | Діна Аверіна (RUS)    | Катерина Галкіна (BLR)    |
| 2022 Бірмінгем | Дар'я Атаманов (ISR)  | Боряна Калейн (BUL)   | Вікторія Онопрієнко (UKR) |

## Спортивна акробатика
Чоловіки

Пари
| Ігри           | Золото                                                      | Срібло                                      | Бронза                                       |
| -------------- | ----------------------------------------------------------- | ------------------------------------------- | -------------------------------------------- |
| 1993 Гаага     | КНР Чен Юн Чен Баохун Росія Ігор Стриянов Володимир Лебедов |                                             | Болгарія Володимир Владев Румен Лачков       |
| 1997 Лахті     | КНР Сонг Мін Лі Реньцзе                                     | Велика Британія Мартин Сміт Марк Флорес     | Польща Даріуш Новак Марцін Драбицький        |
| 2001 Акіта     | КНР Сонг Мін Лі Реньцзе                                     | Росія Олександр Привалов Іван Полетаєв      | Білорусь Олексій Любезний Анатолій Баравіков |
| 2005 Дуйсбург  | Росія Ервін Медніков Олексій Мочечкін                       | Україна Микола Щербак Сергій Попов          | Велика Британія Марк Файсон Кріс Джонс       |
| 2009 Гаосюн    | Україна Микола Щербак Сергій Попов                          | Росія Олексій Дудченко Костянтин Пилипчук   | Велика Британія Дуглас Фордайс Едвард Епкотт |
| 2013 Калі      | Росія Олексій Дудченко Костянтин Пилипчук                   | Велика Британія Алекс Г'юстон Тімоті Річард | Білорусь Руслан Федченко Євген Калачов       |
| 2017 Вроцлав   | Німеччина Тім Себастьян Майкл Крафт                         | Росія Ігор Мішев Микола Супрунов            | Бельгія Кіліан Гоффо Робін Кассе             |
| 2022 Бірмінгем | Україна Богдан Пограничний Данило Стецюк                    | США Брейден МакДуглас Анджел Фелікс         | Казахстан Даніель Діл Вадим Шуляр            |

Пари, баланс
| Ігри       | Золото                                | Срібло                                  | Бронза                                 |
| ---------- | ------------------------------------- | --------------------------------------- | -------------------------------------- |
| 1993 Гаага | Росія Ігор Стриянов Володимир Лебедов | КНР Чен Юн Чен Баохун                   | Болгарія Володимир Владев Румен Лачков |
| 1997 Лахті | КНР Сонг Мін Лі Реньцзе               | Велика Британія Мартин Сміт Марк Флорес | Росія Олександр Ільєнко Павло Бережной |

Пари, темп
| Ігри       | Золото                                                        | Срібло                                | Бронза                                  |
| ---------- | ------------------------------------------------------------- | ------------------------------------- | --------------------------------------- |
| 1993 Гаага | КНР Чен Юн Чен Баохун                                         | Росія Ігор Стриянов Володимир Лебедов | Болгарія Володимир Владев Румен Лачков  |
| 1997 Лахті | КНР Сонг Мін Лі Реньцзе Україна Ігор Кожин Олександр Вологдин |                                       | Велика Британія Мартин Сміт Марк Флорес |

Групи
| Ігри           | Золото                                                                           | Срібло                                                                    | Бронза                                                                |
| -------------- | -------------------------------------------------------------------------------- | ------------------------------------------------------------------------- | --------------------------------------------------------------------- |
| 1993 Гаага     | Болгарія Стефан Ніколов Теодор Георгієв Павлін Ніколов Юліан Василев             | КНР Чжу Сенчао Лю Руїньсінь Лу Вейпін Яо Інген                            | Франція Рене Монтодуан Тьєррі Мусьє Гюго Шаль де Бое Фабріс Берте     |
| 1997 Лахті     | Росія Денис Пирогов Максим Власов Олександр Майкров Олег Іванов                  | Україна Андрій Сафонов Юрій Заверюха Сергій Павлов Дмитро Бейн            | КНР У Вейхуань Хуан Ліньсен Чен Ухуа Цзян Цзяньфен                    |
| 2001 Акіта     | Росія Олексій Щербаков Вадим Галкін Олексій Єрмічкін Дмитро Булкін               | КНР Ян Сонг Лю Фен Лю Хуйфен Ху Сінь                                      | Португалія Педро Емідіо Жоао Олівейра Сержіо Матеус Вітор Сілва       |
| 2005 Дуйсбург  | Україна Владислав Глущенко Олександр Бондаренко Андрій Бондаренко Андрій Перунов | Велика Британія Баррі Гіндсон Скотт Паттерсон Стюарт Маккензі Девід Скот  | Росія Сергій Щетинін Ігор Зарудний Олександр Чемоданов Артем Трифонов |
| 2009 Гаосюн    | КНР Чен Фан Юліань Ган Ванксін Ксу Ю Чао Жао                                     | Велика Британія Адам Бекінгем Адам Макасі Джонатан Стренкс Алекс Еттлі    | Україна Андрій Білозор Денис Крючков Андрій Литвак Роман Уразбакієв   |
| 2013 Калі      | КНР Жу Ю Тан Чіан Ву Єгіун Ван Лей                                               | Росія Максим Чулков Валентин Четверкин Дмитро Бризгалов Олександр Курасов | Україна Олексій Лесик Віктор Яремчук Олександр Нелеп Андрій Козинко   |
| 2017 Вроцлав   | Велика Британія Льюїс Вотс Адам Епкотт Чарлі Тейт Конор Савенко                  | КНР Лі Ченг Руй Лімін Жан Тен Жу Яхуань                                   | Ізраїль Лідар Дана Яннай Калфа Ефі Ефраїм Сач Даніель Уралевич        |
| 2022 Бірмінгем | Велика Британія Бредлі Голд Фінлі Грей Чарлі Гунесеккера Ендрю Морріс-Хант       | Бельгія Йонас Раус Віктор Веймеєр Ваннес Влаемінк Сімон де Вевер          | Україна Станіслав Кукурудз Юрій Пуш Юрій Савка Тарас Яруш             |

Групи, баланс
| Ігри       | Золото                                                               | Срібло                                                            | Бронза                                                            |
| ---------- | -------------------------------------------------------------------- | ----------------------------------------------------------------- | ----------------------------------------------------------------- |
| 1993 Гаага | Болгарія Стефан Ніколов Теодор Георгієв Павлін Ніколов Юліан Василев | Німеччина Генрі Крамб Майкл Бхеттель Мануель Мессер Девід Муллман | Франція Рене Монтодуан Тьєррі Мусьє Гюго Шаль де Бое Фабріс Берте |
| 1997 Лахті | Україна Андрій Сафонов Юрій Заверюха Сергій Павлов Дмитро Бейн       | Росія Денис Пирогов Максим Власов Олександр Майкров Олег Іванов   | КНР У Вейхуань Хуан Ліньсен Чен Ухуа Цзян Цзяньфен                |

Групи, темп
| Ігри       | Золото                                                               | Срібло                                                            | Бронза                                                            |
| ---------- | -------------------------------------------------------------------- | ----------------------------------------------------------------- | ----------------------------------------------------------------- |
| 1993 Гаага | Болгарія Стефан Ніколов Теодор Георгієв Павлін Ніколов Юліан Василев | Німеччина Генрі Крамб Майкл Бхеттель Мануель Мессер Девід Муллман | Франція Рене Монтодуан Тьєррі Мусьє Гюго Шаль де Бое Фабріс Берте |
| 1997 Лахті | КНР У Вейхуань Хуан Ліньсен Чен Ухуа Цзян Цзяньфен                   | Україна Андрій Сафонов Юрій Заверюха Сергій Павлов Дмитро Бейн    | Росія Денис Пирогов Максим Власов Олександр Майкров Олег Іванов   |

Жінки

Пари
| Ігри           | Золото                                       | Срібло                                            | Бронза                                    |
| -------------- | -------------------------------------------- | ------------------------------------------------- | ----------------------------------------- |
| 1993 Гаага     | Болгарія Гергана Делчева Мирослава Іванова   | Україна Марина Редьковолосова Наталя Антипова     | Португалія Паула Афонсу Ріта Александре   |
| 1997 Лахті     | Росія Анна Мохова Юлія Лопаткина             | Білорусь Катерина Ракчеєва Оксана Феоктистова     | Бельгія Каат Крубелс Тіне Девайле         |
| 2001 Акіта     | Росія Анна Мохова Юлія Лопаткина             | Бельгія Алін-Марі ван дер Веге Ельке ван Малгедем | Велика Британія Джемма Міддлтон Емі Кларк |
| 2005 Дуйсбург  | Росія Анна Мельникова Яна Чолаєва            | Велика Британія Джулі Кемерон Івонн Велш          | Португалія Інес Валада Катя Месіас        |
| 2009 Гаосюн    | Бельгія Тетяна де Вос Флоренс Генріст        | Азербайджан Айла Аммадова Діляра Султанова        | Велика Британія Моллі Грехан Майкен Торн  |
| 2013 Калі      | Велика Британія Шані Редд Торн Деніель Джонс | Україна Катерина Ситникова Анастасія Мельниченко  | Білорусь Світлана Міхневич Яна Янусик     |
| 2017 Вроцлав   | Росія Дар'я Калініна Дар'я Гур'єва           | Бельгія Ноемі Ламмертун Лора ван ден Берге        | Україна Вероніка Габелок Ірина Назимова   |
| 2022 Бірмінгем | Україна Вікторія Козловська Таїсія Марченко  | Португалія Ріта Тейшейра Ріта Феррейра            | США Кеті Борчердінг Сьєрра Маккоун        |

Пари, баланс
| Ігри       | Золото                                                                         | Срібло                                        | Бронза                                  |
| ---------- | ------------------------------------------------------------------------------ | --------------------------------------------- | --------------------------------------- |
| 1993 Гаага | Болгарія Гергана Делчева Мирослава Іванова                                     | Україна Марина Редьковолосова Наталя Антипова | Португалія Паула Афонсу Ріта Александре |
| 1997 Лахті | Росія Анна Мохова Юлія Лопаткина Білорусь Катерина Ракчеєва Оксана Феоктистова |                                               | Бельгія Каат Крубелс Тіне Девайле       |

Пари, темп
| Ігри       | Золото                                                                                   | Срібло                       | Бронза                                        |
| ---------- | ---------------------------------------------------------------------------------------- | ---------------------------- | --------------------------------------------- |
| 1993 Гаага | Болгарія Гергана Делчева Мирослава Іванова Україна марина Редьковолосова Наталя Антипова |                              | Білорусь Матіна Лобанова Іна Драчук           |
| 1997 Лахті | Росія Анна Мохова Юлія Лопаткина                                                         | КНР Ляо Сіньсінь Лао Пейлінг | Білорусь Катерина Ракчеєва Оксана Феоктистова |

Групи
| Ігри           | Золото | Срібло                                                        | Бронза                                                          |
| -------------- | --- | ------------------------------------------------------------- | --------------------------------------------------------------- |
| 1993 Гаага     | Болгарія Маруся Іванова Міглена Панкова Красимира Петрова Польща Агнешка Мрозович Мажана Павлишин Джоанна Чмілевська |                                                               | КНР Ло Тінтін Сун Сяохун Чжао Лі                                |
| 1997 Лахті     | Росія Ельвіра Заляєва Світлана Кушу Олена Авакелян                                                                   | Україна Олена Мойсеча Надія Суріна Вікторія Жердева           | КНР Ксі Янксі Луо Ксіжинь Ванг Тінг                             |
| 2001 Акіта     | Росія Світлана Кушу Олена Авакелян Катерина Лисенко                                                                  | КНР Хуан Кийлінь Фенг Джепен Лі Кайдан                        | Білорусь Кацярина Кацуба Зінаїда Сазонова Вікторія Арабей       |
| 2005 Дуйсбург  | Росія Тетяна Алексеєва Олена Моїсеєва Олена Кирилова                                                                 | Білорусь Галина Старевич Марія Гіруть Тетяна Мотуз            | Казахстан Гаухар Ахметова Олександра Єніна Айгуль Дукенбаєва    |
| 2009 Гаосюн    | Росія Катерина Логінова Айгуль Шайхудінова Катерина Стройнова                                                        | Велика Британія Ребекка Річардсон Кендіс Слейтер Бет Янг      | Україна Катерина Каліта Юлія Одинцова Наталія Вінник            |
| 2013 Калі      | Росія Катерина Стройнова Айгуль Шайхудінова Катерина Логінова                                                        | Велика Британія Джорджия Ланкастер Міллі Сполдінг Еліз Метьюз | Білорусь Юлія Хрипач Ганна Кобизева Юлія Коваленко              |
| 2017 Вроцлав   | Росія Дар'я Чебуланка Поліна Пластиніна Ксенія Загоскіна                                                             | Білорусь Юлія Івончик Вероніка Набокіна Каріна Сандович       | Велика Британія Емілі Хенкок Ізабель Гей Іліша Бордман          |
| 2022 Бірмінгем | Бельгія Кім Бергманс Ліза де Мейст Бо Голлебош                                                                       | Португалія Франциска Майя Беатріс Карнейро Барбара Секейра    | Україна Дарина Пом'яновська Олександра Мальчук Вікторія Куніцка |

Групи, баланс
| Ігри       | Золото | Срібло | Бронза                                                |
| ---------- | --- | ------ | ----------------------------------------------------- |
| 1993 Гаага | Болгарія Маруся Іванова Міглена Панкова Красимира Петрова Польща Агнешка Мрозович Мажана Павлишин Джоанна Чмілевська |        | Білорусь Тетяна Бутова Світлана Мошніна Олена Кирпота |
| 1997 Лахті | Росія Ельвіра Заляєва Світлана Кушу Олена Авакелян Україна Олена Мойсеча Надія Суріна Вікторія Жердева               |        | КНР Ксі Янксі Луо Ксіжинь Ванг Тінг                   |

Групи, баланс
| Ігри       | Золото | Срібло                                              | Бронза                                                |
| ---------- | --- | --------------------------------------------------- | ----------------------------------------------------- |
| 1993 Гаага | Болгарія Маруся Іванова Міглена Панкова Красимира Петрова Польща Агнешка Мрозович Мажана Павлишин Джоанна Чмілевська |                                                     | Бельгія Патрісія Воет Софі де Мей Саллі ван Рентергем |
| 1997 Лахті | Росія Ельвіра Заляєва Світлана Кушу Олена Авакелян                                                                   | Україна Олена Мойсеча Надія Суріна Вікторія Жердева | КНР Ксі Янксі Луо Ксіжинь Ванг Тінг                   |

Мікст

Пари
| Ігри           | Золото                                   | Срібло                                       | Бронза                                         |
| -------------- | ---------------------------------------- | -------------------------------------------- | ---------------------------------------------- |
| 1993 Гаага     | КНР Хі Вейгуан Тін Янь                   | Україна Олеся Олейник Станіслав Козаковський | Болгарія Борислава Станкова Івайло Кацов       |
| 1997 Лахті     | Росія Софія Галіуліна Дмитро Куква       | КНР Лю Ксіаджун Лю Юджі                      | Польща Евеліна Фіджолек Анджей Соколовський    |
| 2001 Акіта     | Росія Поліна Лумарева Андрій Яковлев     | США Шенія Лінн Бус Карлос Амаро              | Велика Британія Ліза Гоббі Патрік Бонне        |
| 2005 Дуйсбург  | Росія Анна Качалова Реваз Гургенідзе     | Бельгія Тіффані Кут Івез ван дер Донкт       | Україна Марина Чевчук Сергій Пелепець          |
| 2009 Гаосюн    | США Крістін Аллен Майкл Родрігес         | Бельгія Джулія ван Гелдер Менно Вангерхот    | Велика Британія Кеті Акстен Ніколас Іллінгворс |
| 2013 Калі      | Велика Британія Еліс Апкотт Домінік Сміт | Португалія Леонор Да Коста Гонсало Роге      | Бельгія Лора де Прик Ніколас Влішауерс         |
| 2017 Вроцлав   | Росія Марина Чернова Георгій Патарая     | Білорусь Вольха Мельник Артур Беляков        | Велика Британія Катерина Вільямс Льюїс Волкер  |
| 2022 Бірмінгем | Бельгія Гелена Гайдженс Брем Ротгер      | Німеччина Піа Шульц Даніель Блінцов          | Ізраїль Аді Горвіц Мерон Вейсман               |

Пари, баланс
| Ігри       | Золото                             | Срібло                                      | Бронза                                   |
| ---------- | ---------------------------------- | ------------------------------------------- | ---------------------------------------- |
| 1993 Гаага | КНР Тін Янь Хі Вейгуан             | Росія Оксана Перелигіна Едуард Перелигін    | Болгарія Борислава Станкова Івайло Кацов |
| 1997 Лахті | Росія Софія Галіуліна Дмитро Куква | Польща Евеліна Фіджолек Анджей Соколовський | Велика Британія Глен Вартон Луїс Граймс  |

Пари, баланс
| Ігри       | Золото                             | Срібло                                      | Бронза                                       |
| ---------- | ---------------------------------- | ------------------------------------------- | -------------------------------------------- |
| 1993 Гаага | КНР Тін Янь Хі Вейгуан             | Литва Яна Плотнікова Сергій Єремкін         | Україна Олеся Олейник Станіслав Козаковський |
| 1997 Лахті | Росія Софія Галіуліна Дмитро Куква | Польща Евеліна Фіджолек Анджей Соколовський | Бельгія Еліна Ванкастерен Ганс Лісмонд       |

## Спортивна аеробіка
Чоловіки

Індивідуальні змагання
| Ігри          | Золото                   | Срібло                    | Бронза                      |
| ------------- | ------------------------ | ------------------------- | --------------------------- |
| 1997 Лахті    | Каложан Каложанов (BUL)  | Станіслав Марченков (RUS) | Патрік Нахафахик (NED)      |
| 2001 Акіта    | Джонатан Канада (ESP)    | Парк Кван-Су (KOR)        | Грегорі Алкан (FRA)         |
| 2005 Дуйсбург | Віто Яйа (ITA)           | Едріан Гало (FRA)         | Сергій Константинов (RUS)   |
| 2009 Гаосюн   | Іван Пареджо (ESP)       | Морган Джаскумін (FRA)    | Олександр Кондратічев (RUS) |
| 2013 Калі     | Бенджамін Гаравель (FRA) | Вісенте Ллі (ESP)         | Руй Джу-Сун (KOR)           |

Жінки

Індивідуальні змагання
| Ігри          | Золото                 | Срібло                 | Бронза                   |
| ------------- | ---------------------- | ---------------------- | ------------------------ |
| 1997 Лахті    | Джуаніта Літтл (AUS)   | Ольга Румянцева (RUS)  | Барбара Вадовісова (SVK) |
| 2001 Акіта    | Ізабела Лакатус (ROU)  | Людмила Ковачева (BUL) | Джованна Лесис (ITA)     |
| 2005 Дуйсбург | Ельміра Дассаєва (ESP) | Джованна Лесис (ITA)   | Ізабела Лакатус (ROU)    |
| 2009 Гаосюн   | Марсела Лопес (BRA)    | Анжела Макміллан (NZL) | Гуан Джінхуань (CHN)     |
| 2013 Калі     | Оана Константин (ROU)  | Сара Морено (ESP)      | Любов Газов (AUT)        |

Мікст

Пари
| Ігри           | Золото | Срібло                                     | Бронза                                                |
| -------------- | --- | ------------------------------------------ | ----------------------------------------------------- |
| 1997 Лахті     | Росія Тетяна Соловйова Владислав Окснер | Болгарія Костанца Попова Каложан Каложанов | Велика Британія Гелен Карпентер-Вотерс Аластаїр Рейтс |
| 2001 Акіта     | Росія Тетяна Соловйова Владислав Окснер | Франція Рейчел Мюллер Стефані Брекар       | Болгарія Галина Лазарова Маріан Колев                 |
| 2005 Дуйсбург  | Іспанія Альба де лас Герас Джонатан Канада                                                                                                 | Румунія Ізабела Лакатус Ремус Ніколай      | Італія Джованна Лесис Віккі Сатті                     |
| 2009 Гаосюн    | Франція Аурель Джойлі Жульєн Шаніне | Іспанія Сара Морено Вінсент Ллі            | КНР Гуан Джіхуан Хе Шіджін                            |
| 2013 Калі      | Румунія Бьянка Безе Маріус Петрус Франція Аурель Джойлі Бенджамін Гаравел В'єтнам Ву Ба Донг Тран Сі Су Га Іспанія Сара Морено Вінсент Ллі |                                            |                                                       |
| 2017 Вроцлав   | Іспанія Сара Морено Вінсент Ллі | Угорщина Дора Хегі Даніель Балі            | Румунія Андреа Богаті Дачіан Барна                    |
| 2022 Бірмінгем | Бразилія Тамірез Сільва Лукас Барбоса | Угорщина Дора Хегі Даніель Балі            | Болгарія Анна Марія Стойлова Антоніо Папазов          |

Тріо
| Ігри           | Золото                                                  | Срібло                                                  | Бронза                                                      |
| -------------- | ------------------------------------------------------- | ------------------------------------------------------- | ----------------------------------------------------------- |
| 1997 Лахті     | Угорщина Аттіла Катус Тамар Катус Ромео Шентгургуй      | Росія Денис Беліков Станіслав Марченков Вадим Міхайлов  | Франція Грегорі Алкан Ксав'єр Джуліен Олівер Салван         |
| 2001 Акіта     | Франція Грегорі Алкан Ксав'єр Джуліен Олівер Салван     | Румунія Ремус Ніколай Клайні Варлам Клайді Молдован     | Болгарія Людмила Ковачева Галина Лазарова Крассіміра Дозева |
| 2005 Дуйсбург  | Румунія Ралука Бабаліче Мадаліна Ксіві Крістіна Неделсу | Франція Грегорі Алкан Крістіль Алкан Ксав'єр Жульєн     | Росія Любов Богданова Даніла Шохін Павел Грішиш             |
| 2009 Гаосюн    | Румунія Мірче Брінзе Валентин Мавродінену Мірче Замфір  | КНР Тао Лі Че Лей Жанг Ренг                             | Франція Бенджамін Гаравел Ніколас Гаравел Морган Жасмін     |
| 2013 Калі      | КНР Ванг Зіжу Че Лей Ган Мінгже                         | Румунія Анка Сурду Оана Коріна Константин Андреа Богаті | Росія Олександр Кондратічев Денис Соловйов Дихік Джаназян   |
| 2017 Вроцлав   | Японія Кітазуме Рірі \|Канай Такумі Саїто Мізукі        | КНР Пан Ліксі Лі Лінгхао Ма Донг                        | Франція Флоріан Бугало Максим Декер Том Джордан             |
| 2022 Бірмінгем | Угорщина Даніель Балі \|Балаж Фаркаш Фанні Мазаш        | Італія Сара Кучіні Давид Наччі Франческо Сабастіо       | Румунія Габріель Бокчер Міруна Іордаче Даніель Тавос        |

Групи
| Ігри           | Золото                                                                           | Срібло | Бронза |
| -------------- | -------------------------------------------------------------------------------- | --- | --- |
| 2005 Дуйсбург  | КНР Ао Джімпін Хі Шіджін Квін Йонг Ксіонг Деліянг Янь Сонг Ю Вей                 | Румунія Мікаела Похоята Крістіна Марін Ралука Бабаліче Крістіна Антонеску Мадаліна Чіві Крістіна Недеску        | Франція Джульєн Шаніне Ксав'єр Джульєн Одрі Гало Гарольд Лорензі Гейлорд Обрі Вів'єн Пералта               |
| 2009 Гаосюн    | КНР Лі Тао Лей Че Пенг Жанг Шіджін Хе Вей Ю Чен Ху Ні                            | Румунія Анча Клаудія Сурду Лаура Крістаче Надін Гоча Крістіна Антонеску Оана Коріна Константин Крістіна Недеску | Росія Олександр Кондратічев Антон Шишигін Арсеній Тіхоміров Ігор Трушков Михало Назарієв Руслан Фаракшатов |
| 2013 Калі      | КНР Бангда Ху Гуан Янг Лей Че Мінгче Ган Жужу Ванг                               | Румунія Анча Клаудія Сурду Андреа Богачі Діана Діч Марія Бьянка Беже Оана Коріна Константин                     | Франція Бенджамін Каравел Давид Орта Джонатан Гаждан Матьє Делієрс Максим Декер-Брітел                     |
| 2017 Вроцлав   | КНР Лі Лінгксі Лі Ксі Ма Донг Пан Ліксі Ванг Ке                                  | Румунія Габріель Боксер Андреа Богаті Лусіан Савилеску Дачіан Барна Маріан Бротеї                               | Угорщина Дора Хегі Даніель Балі Панна Балаш Альберт Фаркаш Фанні Мазаш                                     |
| 2022 Бірмінгем | Італія Сара Кучіні Маттео Фалера Давид Наччі Марселло Паттері Франческо Себастіо | Угорщина Балаш Фаркаш Золтан Лосей Фанні Мазаш Панна Золосі Даніель Балі                                        | Румунія Габріель Боксерл Леонард Манта Міхай Алін Попа Антоніо Сурду Даніель Тавос                         |

Гімнастична платформа
| Ігри         | Золото | Срібло | Бронза |
| ------------ | --- | --- | --- |
| 2013 Калі    | КНР Лю Янь Мінчао Жу Шілін Донг Янгуянг Ю Є Ма Жі Лі Зітонг Ту Кін Жу                                                    | Росія Олексій Германов Даніл Чаюн Денис Шурупов Євгенія Кудюмова Оксана Трухачева Поліна Полянских Ірина Добрягіна Вероніка Корнева | Франція Крістель Лежун Клара Баракет Давид Орта Гавін Джордан Джонатан Гаждан Матьє Деліерс Максим Декер-Бретель Ніколас Гаравель |
| 2017 Вроцлав | Росія Анастасія Дегтярева Ірина Добрягіна Вероніка Корнева Катерина Пухтова Анастасія Зюбіна Даніл Чаюн Олексій Германов | КНР Фу Яо Хуанг Жіджін Хуанг Ченгкай Янг Шуа Лі Юлян Янг Ксіобо Жанг Хуйвей Чао Мінг                                                | Угорщина Даніель Ердосі Кітті Коросі Софія Етеній Джулія Сабо Болгарка Шенез Анжела Зілвас Аніта Таскай Дорота Варга              |

Танцювальна гімнастика
| Ігри           | Золото | Срібло | Бронза |
| -------------- | --- | --- | --- |
| 2013 Калі      | КНР Лі Тао Мінчао Жу Гуанг Янь Янгуянг Ю Чао Ма Жі Лі Зітонг Ту Кін Жу                                             | Росія Олексій Германов Даніл Чаюн Ігор Трушков Євгенія Кудюмова Оксана Трухачева Поліна Полянских Ірина Добрягіна Вероніка Корнева Румунія Анча Клавдія Сурду Андреа Богачі Крістіан Іордан Дачіан Барна Діана Дек Марія Б'янка Бече Маріуш Гівріля Маріуш Петруз | |
| 2017 Вроцлав   | Південна Корея Хан Жай Хуюн Кім Ханджін Кім Ю Хван Лі Джон Гу Парк Хунмінь Руй Джусун Сонг Сунгуй                  | Росія Гарсеван Джаназян Кирило Киляков Кирило Лобазюк Роман Семенов Антон Шишигін Данило Чаюн Олексій Журавлев Денис Шурупов | Угорщина Дора Хегі Золтан Льосей Ранна Солозі Еміз Тіме Жалокі Балаш Альберт Фаркас Анна Дік Фанні Мазак Клавдія Боконій  |
| 2022 Бірмінгем | Угорщина Балас Фаркаш Ката Хайдю Золтан Лосей Анна Макранськи Янка Окрос Ванесса Ружиська Зофія Сімон Панна Золосі | Румунія Даріуш Бранда Сандра Дінча Мірела Фрінчі Леонард Манта Дарія Міхай Сарміза Нікулеску Міхай Алін Попа Антоніо Сурду | Азербайджан Владимир Долматов Мадіна Мустафава Хадіджа Гуляєва Рауф Гаджієв Санан Махмудлу Назрін Мустафаєва Айхан Ахмаді |

## Паркур
Чоловіки

Швидкість
| Ігри           | Золото                  | Срібло                  | Бронза                       |
| -------------- | ----------------------- | ----------------------- | ---------------------------- |
| 2022 Бірмінгем | Україна Богдан Колмаков | Італія Андреа Консоліні | Велика Британія Давид Нелмес |

Фрістайл
| Ігри           | Золото                    | Срібло              | Бронза                   |
| -------------- | ------------------------- | ------------------- | ------------------------ |
| 2022 Бірмінгем | Греція Іоакейм Теодорідіс | Швеція Еліс Торхолл | Бельгія Джеремі Лорсінол |

Жінки

Швидкість
| Ігри           | Золото                  | Срібло             | Бронза              |
| -------------- | ----------------------- | ------------------ | ------------------- |
| 2022 Бірмінгем | Швеція Міранда Тібблінг | Нідерланди Ноа Мен | Японія Гікарі Ізумі |

Фрістайл
| Ігри           | Золото             | Срібло                  | Бронза              |
| -------------- | ------------------ | ----------------------- | ------------------- |
| 2022 Бірмінгем | Нідерланди Ноа Мен | Швеція Міранда Тібблінг | Японія Гікарі Ізумі |